# Уряд Макао
Виконавча рада Макао (кит.: 行政會; порт. Conselho Executivo) — вищий орган адміністрування особливого адміністративного району Китайської Народної Республіки — Макао (Аоминь).

## Голова уряду
- Голова адміністрації — Фернандо Чуї (порт. Fernando Chui).

## Кабінет міністрів
Склад чинного уряду подано станом на 1 грудня 2012 року.
| Логотип | Департамент                                                | Секретар                                   | Фото | Час на посаді  | Час на посаді   | Партія | Партія    | Вебсайт                                       |
| ------- | ---------------------------------------------------------- | ------------------------------------------ | ---- | -------------- | --------------- | ------ | --------- | --------------------------------------------- |
|         | Департамент управління і юстиції (行政法務司)              | Флорінда да Роса Сілва Чан (陳麗敏)        |      | 20 грудня 1999 | 20 грундня 2014 |        | незалежна | [Архівовано 16 січня 2018 у Wayback Machine.] |
|         | Департамент економіки і фінансів                           | Франсіс Там Пакюень (Francis Tam Pak-Yuen) |      |                |                 |        |           |                                               |
|         | Департамент безпеки                                        | Чонг Куок Ва (Cheong Kuoc Va)              |      |                |                 |        |           |                                               |
|         | Департамент соціального забезпечення і культури            | Чонг Ю (Cheong U)                          |      |                |                 |        |           |                                               |
|         | Департамент транспорту і житлово-комунального господарства | Лау Сі Іо (Lau Si Io)                      |      |                |                 |        |           |                                               |
|         | Генеральний прокурор                                       | Хо Чіо Менг (Ho Chio Meng)                 |      |                |                 |        |           |                                               |
|         | Вищий апеляційний суд                                      | Сем Хоу Фай (Sam Hou Fai)                  |      |                |                 |        |           |                                               |
|         | Комісар-аудитор                                            | Хо Венг Он (Ho Veng On)                    |      |                |                 |        |           |                                               |
|         | Незалежна антикорупційна комісія                           | Фонг Ман Чонг (Fong Man Chong)             |      |                |                 |        |           |                                               |